# الوقن

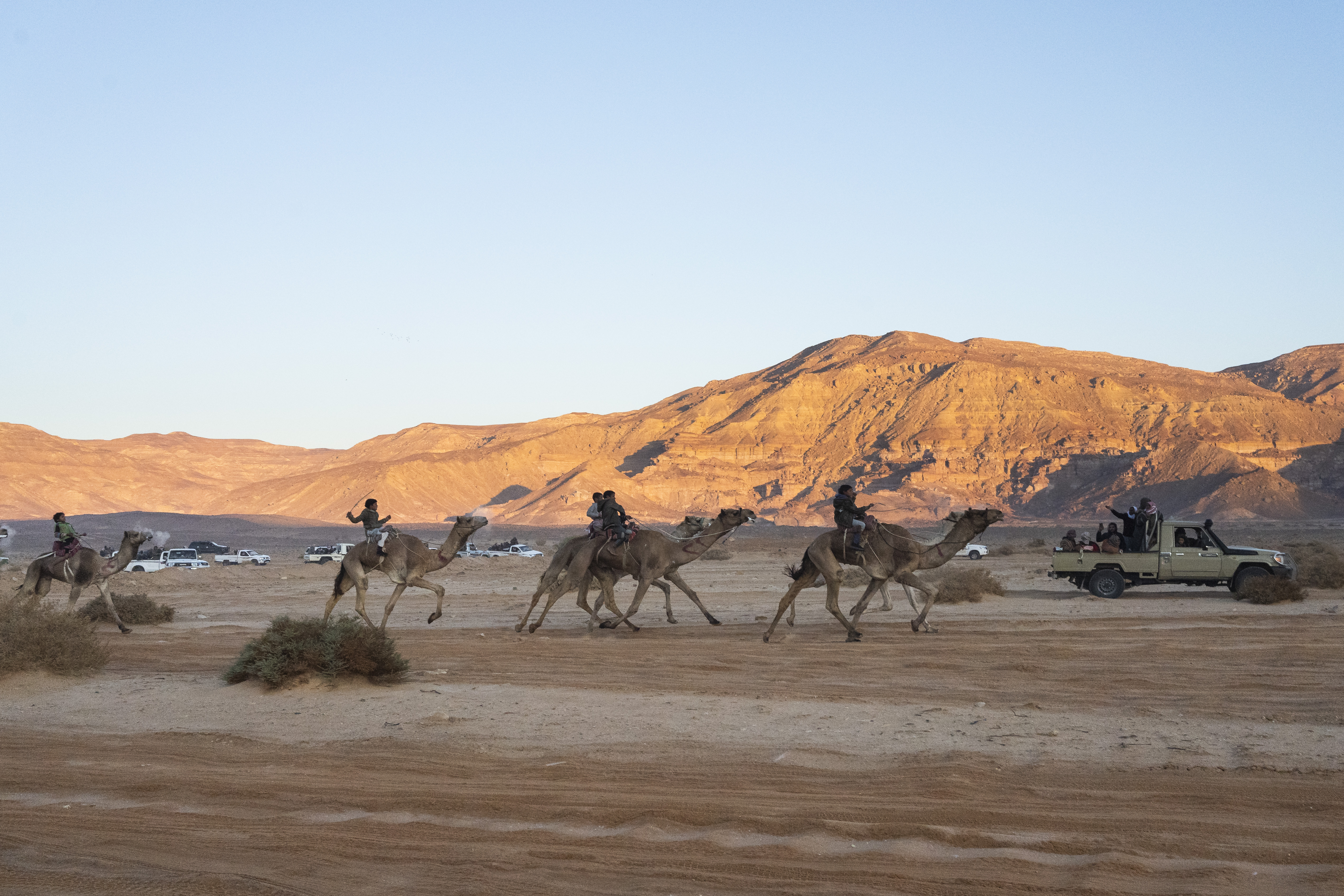
سباق الهجن

قرية الوقن تقع في القطاع الجنوبي بمنطقة العين في إمارة أبوظبي بدولة الإمارات العربية المتحدة. تبعد القرية مسافة 86 كم جنوبا من وسط مدينة العين، على الحدود الشرقية للإمارة مع سلطنة عمان.وتتوفر بالقرية الخدمات الاساسية مثل فرع البلدية وعيادة صحية ومستشفى الوقن الحكومي وعدد محدود من المدارس الحكومية للبنين والبنات. وتتميز المنطقة بكثبانها الرملية ومزارعها الكبيرة
.
السكان 
يبلغ عدد سكان الوقن حوالي 12800 نسمة وفق تعداد اجري في العام 2005 م ويشمل ذلك المواطنين والوافدين المقيمين بالمنطقة وكذلك يشمل العمال الذين يعملون في الزراعة بالمزارع التابعة لها
.
طبيعة الحياة
تتميز الحياة في قرية الوقن بالطابع البدوي البسيط حيث يهتم الناس بتربية الإبل والاغنام في المزارع والعزب والتي تغلب على المنطقة حيث ان بها أكثر من 1500 عزبة بخلاف المزارع ومن النشاطات المنتشرة بالمنطقة هي سباقات الهجن وقد انشات الحكومة مضمارا مخصصا لذلك.

## السكان بمدينة الوقن
يبلغ عدد سكانها 12800 نسمة، حسب تعداد السكان في سنة 2005، وتسكنها عدد من القبائل العربية كقبيلة العوامر وقبيلة العفار وقبيلة الشوامس والجنبة والحراسيس بعض القبائل الأخرى، إلى جانب الأجانب المقيمين الذين يشكلون نسبة كبيرة من مجموع السكان حيث يعملون في المزارع والعزب.
وكانت تحظى باهتمام من الشيخ زايد بن سلطان آل نهيان الحاكم السابق لدولة الإمارات، ولا زالت تحظى بهذا الاهتمام إلى الآن من الحكومة.

## الخدمات والمرافق بمدينة الوقن
تتوفر في مدينة الوقن عدد من البنوك ومقر البلدية القطاع الجنوبي ومركز لمؤسسة الإمارات للاتصالات ومبنى لبريد الإمارات ومحطة كهرباء ومركز شرطة الوقن والهيئة الاتحادية للهوية والجنسية/ فرع الوقن، ويتوفر كذالك إدارة المرور والترخيص وكذلك محكمة ونيابة الوقن ومستشفى الوقن الجديد الذي يضم أكثر من 30 سرير وبه وحدة لغسيل الكلى ومقر للشركة الوطنية للضمان الصحي - ضمان وثقة ونادي رياضي وجمعية تعاونية واسواق تجارية مختلفة وعدد من المحلات بالإضافة إلى المدارس الحكومية للبنين والبنات بمختلف المراحل الدراسية.
تم مؤخراً افتتاح مجلس الوقن التابع إلى ديوان ولي العهد لخدمة أبناء مدينة الوقن.